# Насирабад
Насираба́д (урду ناصر آباد‎) — небольшой город на юге Пакистана, в провинции Белуджистан. Административный центр одноимённого округа.

## География
Город находится в восточной части Белуджистана, на западной оконечности Индо-Гангской равнины, на высоте 52 метров над уровнем моря.
Насирабад расположен на расстоянии приблизительно 233 километров к юго-юго-востоку (SSE) от Кветты, административного центра провинции и на расстоянии 777 километров к юго-западу от Исламабада, столицы страны. Ближайший гражданский аэропорт находится в городе Шикарпур.